# Bételpálma
A bételpálma vagy arékapálma, más néven bételdió (Areca catechu) az egyszikűek (Liliopsida) osztályának a pálmavirágúak (Arecales) rendjébe, ezen belül a pálmafélék (Arecaceae) családjába tartozó faj.

## Előfordulása
A bételpálmát főként Dél-Ázsiában termesztik; a Fülöp-szigeteken őshonos. A következő országok termesztik ipari mértékben: Banglades, India, Indonézia, Kambodzsa, Kína, Kínai Köztársaság, Laosz, Malajzia, Mianmar, Srí Lanka, Thaiföld, Vietnám, Pápua Új-Guinea, Madagaszkár és Tanzánia, valamint a Salamon-szigetek, Vanuatu, és egyéb mikronéziai szigetek.

## Megjelenése
Törzse karcsú, felületét jelentéktelen levélripacsok borítják. A levelek viszonylag kis méretűek, rendezetlennek tűnnek, a levélszárnyak nagyon sűrűn állnak. A virágzatok és a terméságazatok a levélüstök alatt helyezkednek el, a sima, zöld áltörzs tövében. 
A növény felálló törzsű, többnyire 10-15 méter magas fa, de a 30 méter magasságot is elérheti. Levele szárnyalt, többnyire mintegy 2 méter hosszúságú. A levélfelület nem egyenletesen tagolódik levélszárnyakra, ezért a levélkék gyakran különböző mértékben redőzöttek és többcsúcsúak. A levelek szétállók, csúcsukon némileg lehajlanak. 
Kicsi és világossárga virágai finoman elágazó, messziről púderpamacsra emlékeztető virágzatokban fejlődnek. Termése sárga vagy narancsszínű, gömbölyded vagy tojás alakú, legfeljebb 6 centiméter átmérőjű.

## Felhasználása
A bételpálma magvait Délkelet-Ázsiában élvezeti cikként fogyasztják. A mag tápszövetét szeletekre vágják, majd mészporral és fűszerekkel a bételbors levelébe göngyölik. Rágás közben különböző hatóanyagok szabadulnak fel belőle, az enyhén kábító arecain és az arékavörös színanyag. Ezek serkentik a nyálképződést, és a nyálat vörösre festik – számos kannibáltörténetnek ez volt az alapja. 
A bételrágás elnyomja az éhséget, és állítólag elpusztítja a bélparazitákat, a fogakat azonban megfeketíti, és jelentősen megnöveli a száj rákos elváltozásainak kockázatát. Jóllehet ma már ritka a bételrágás, Thaiföldön fennmaradt az a szokás, hogy a vőlegény a mátka szüleinek bételdiót és bételborsot ajándékoz.

## Képek

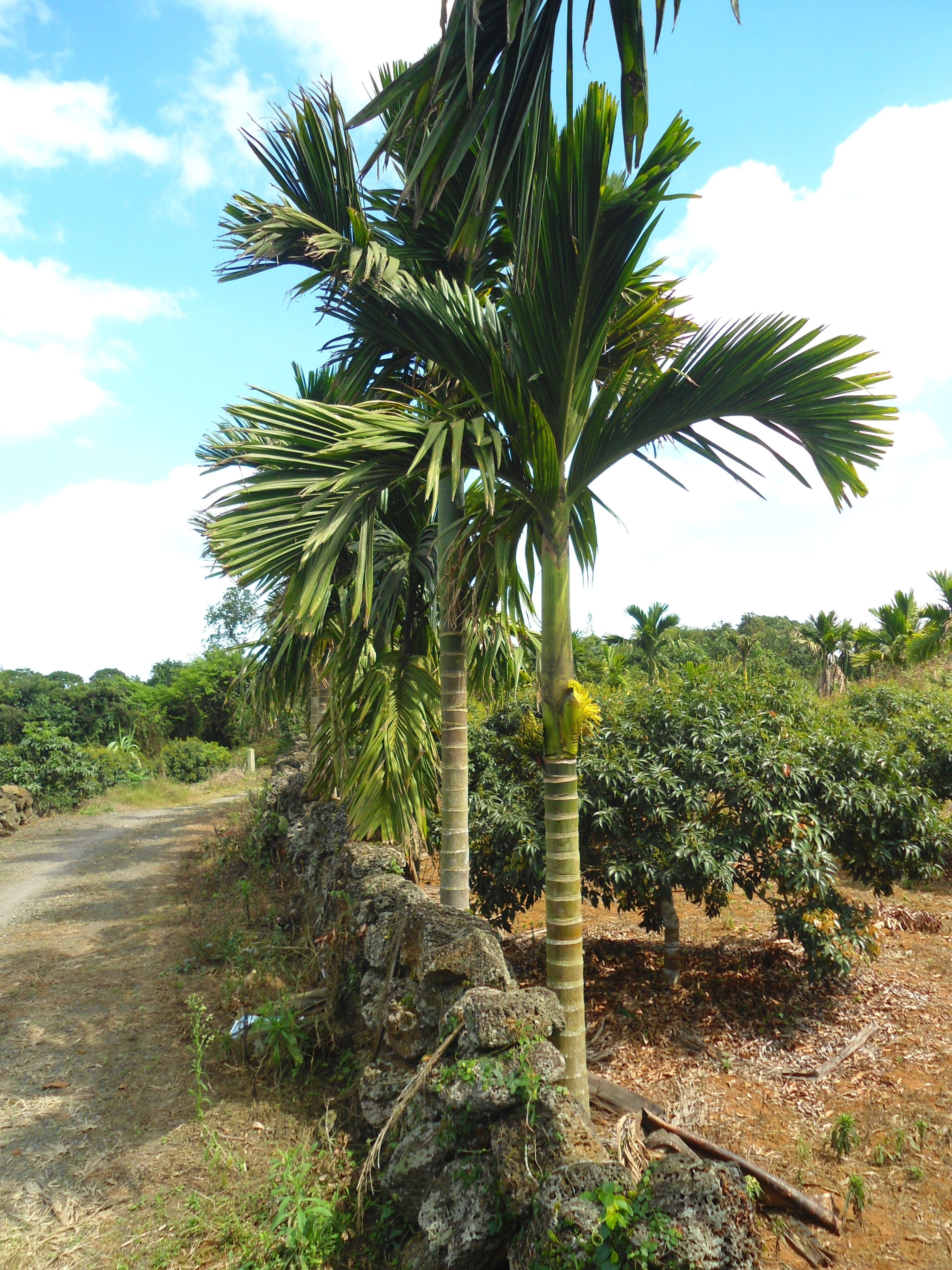
a növény
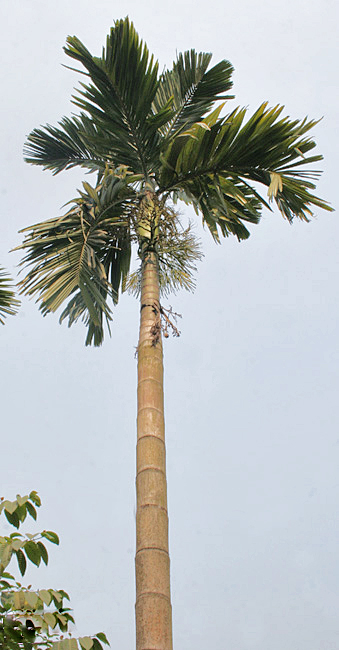
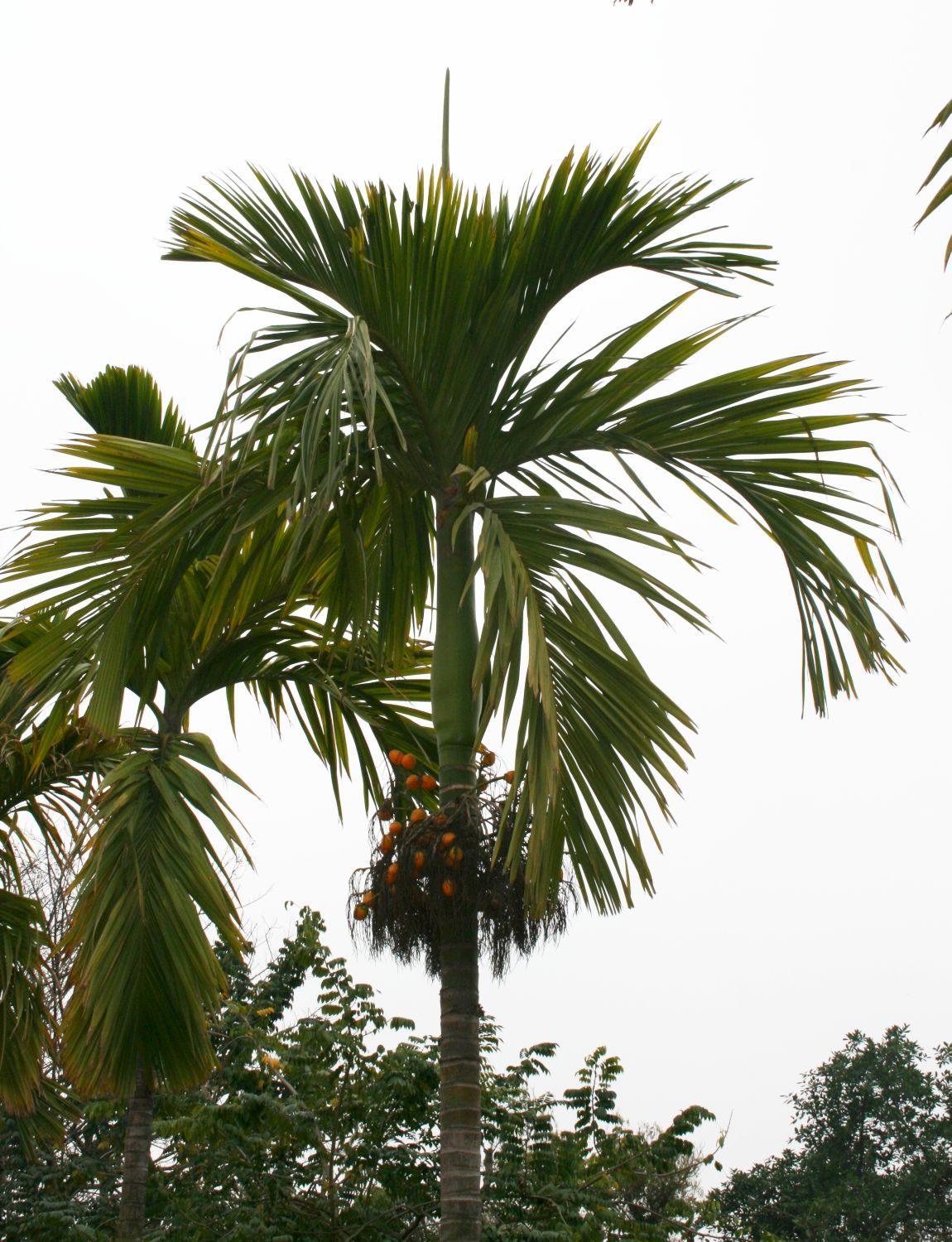
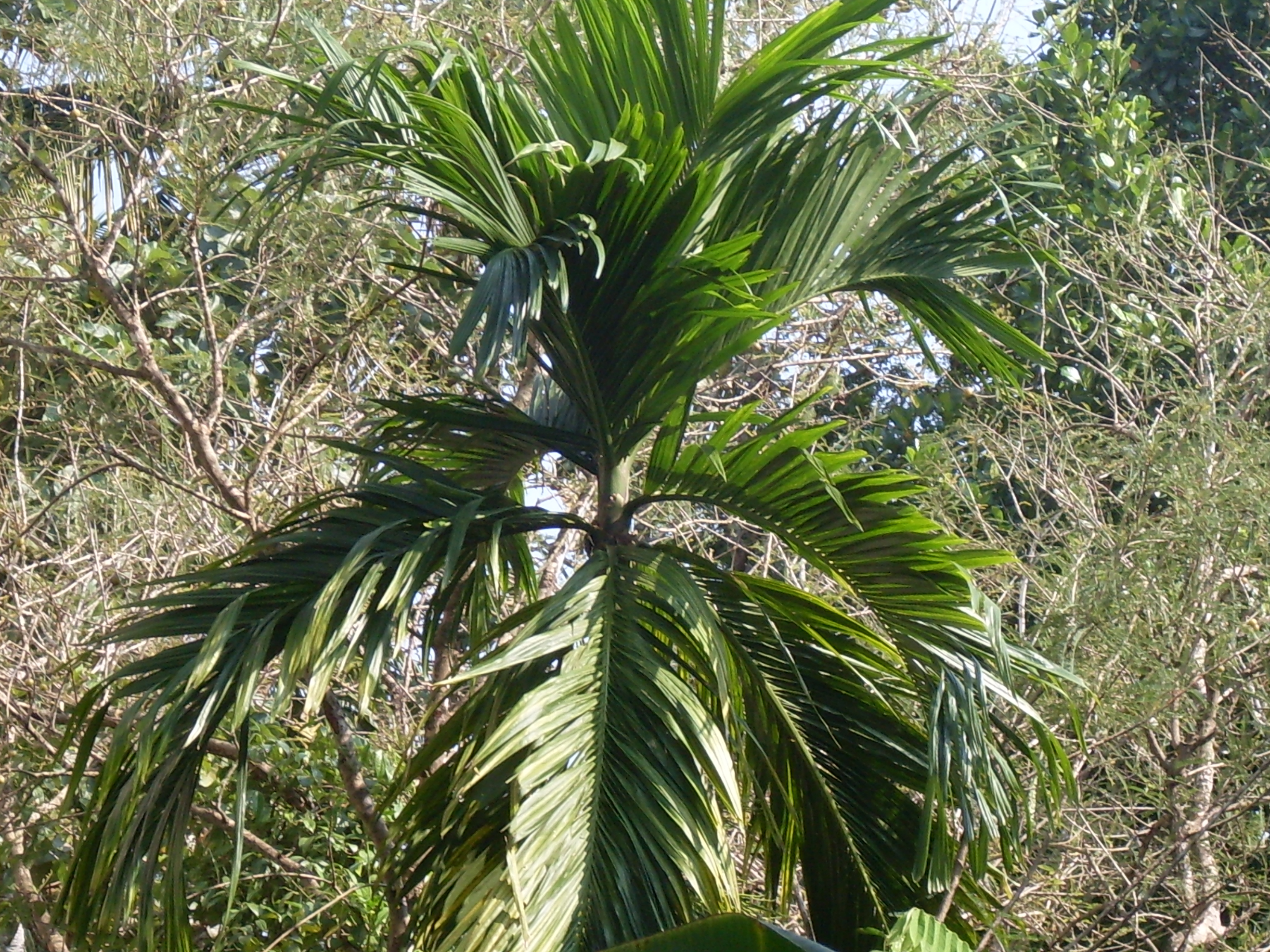
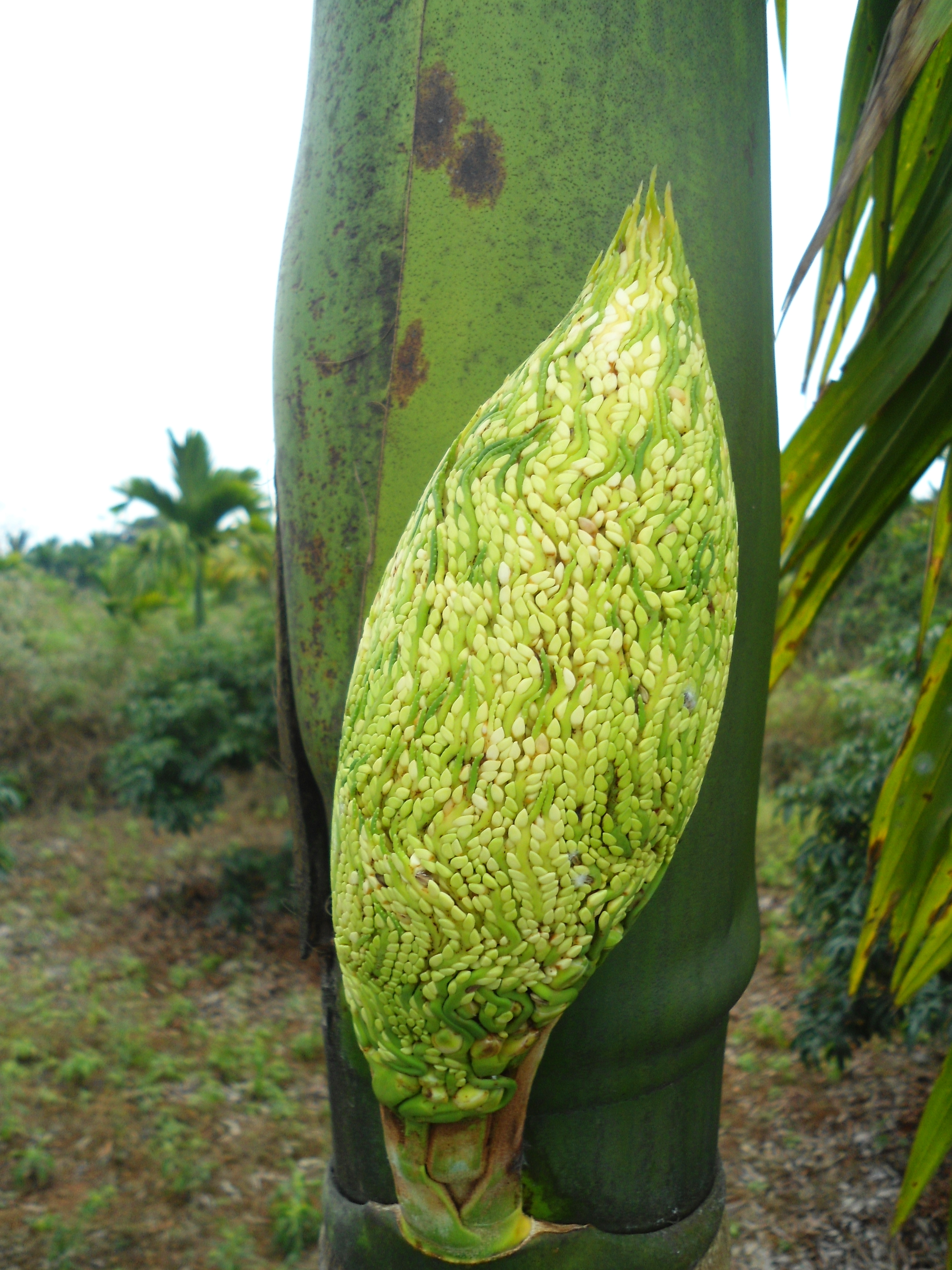
rügye; 20 centiméteres
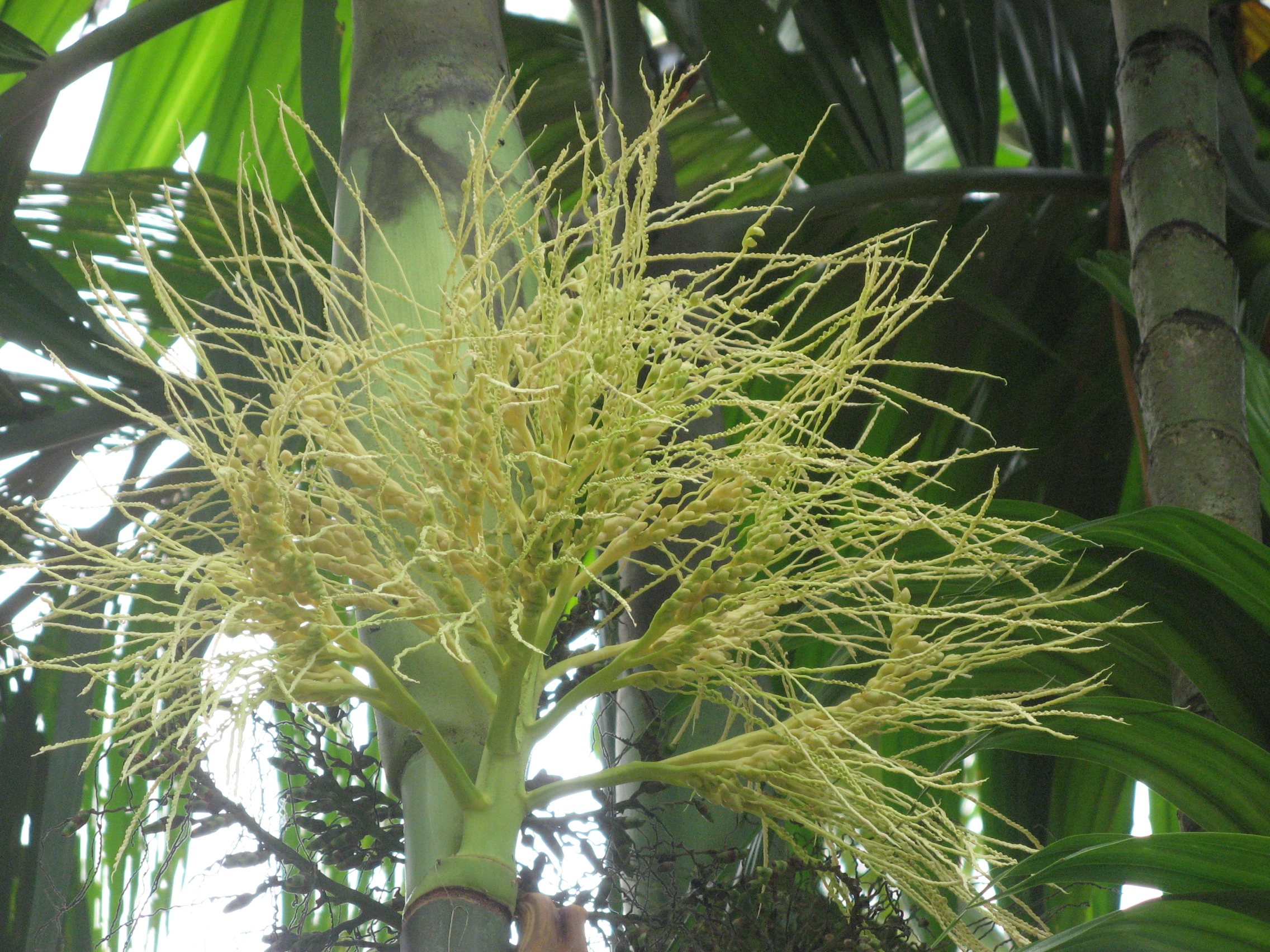
virágzatai
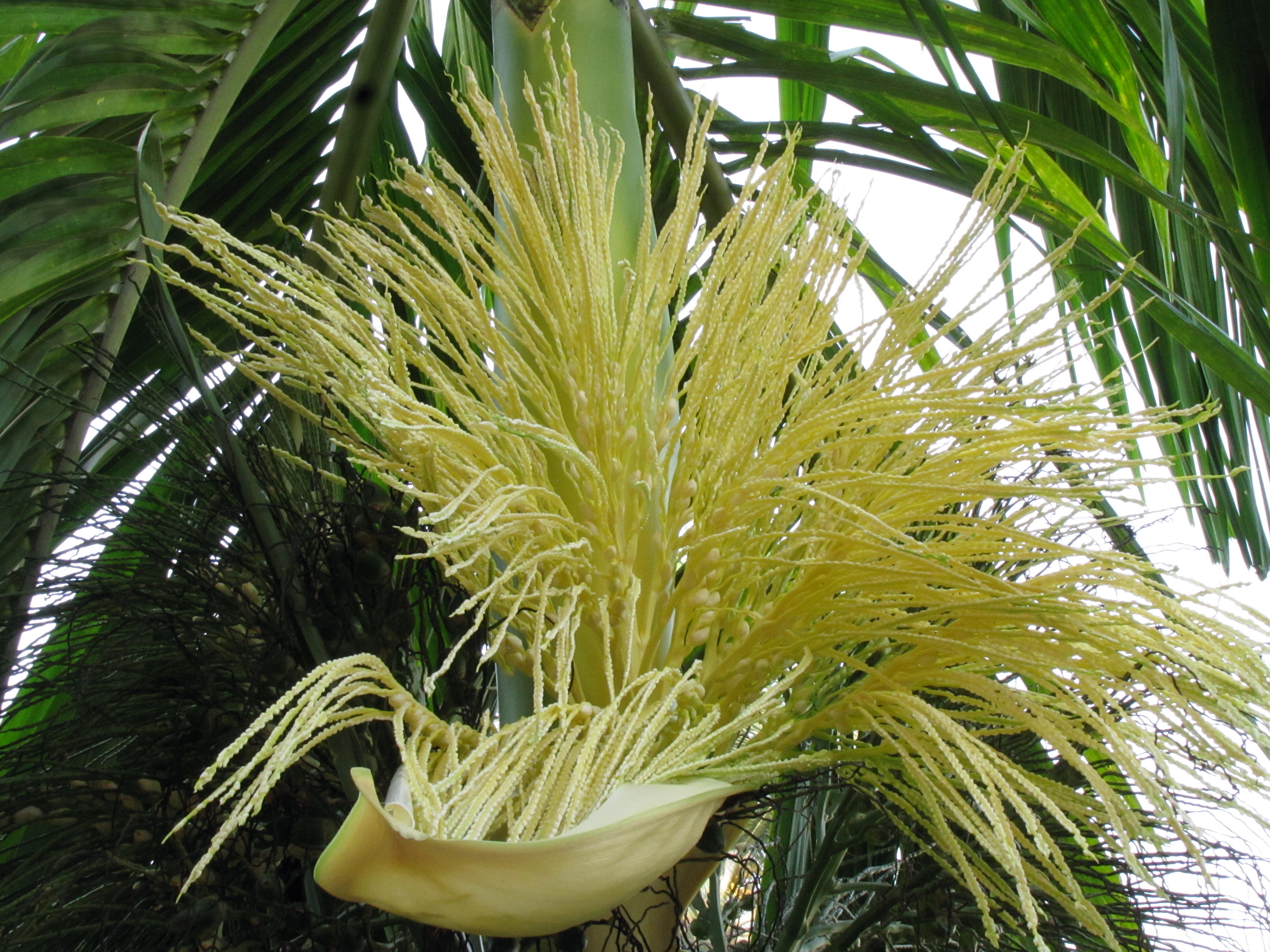
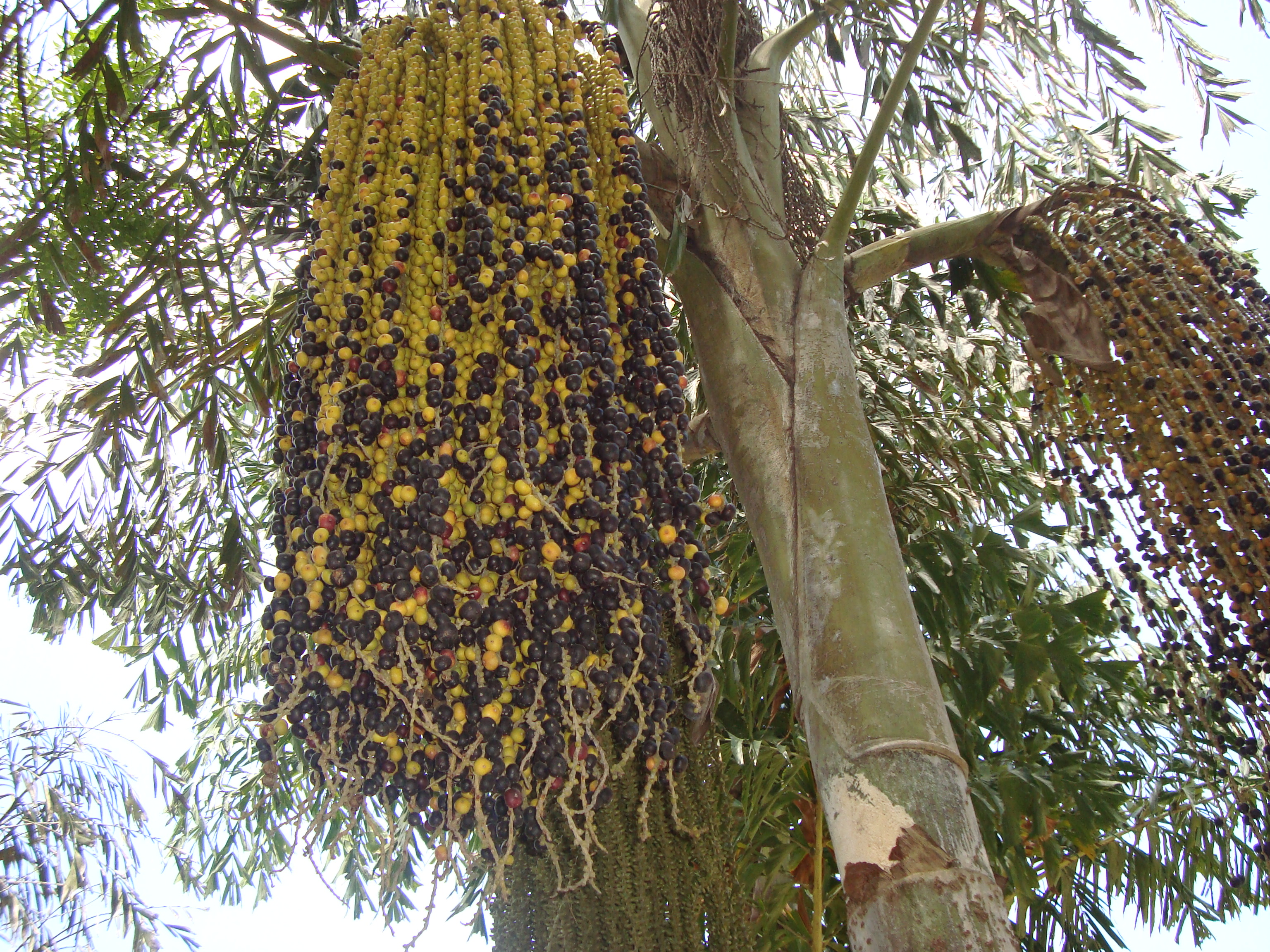
termései a fán
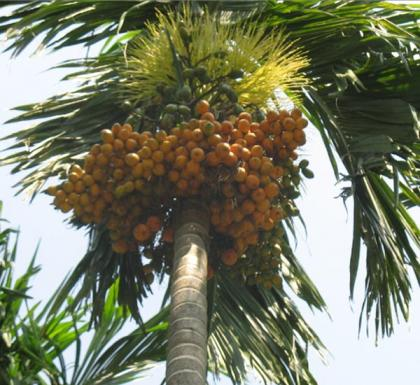
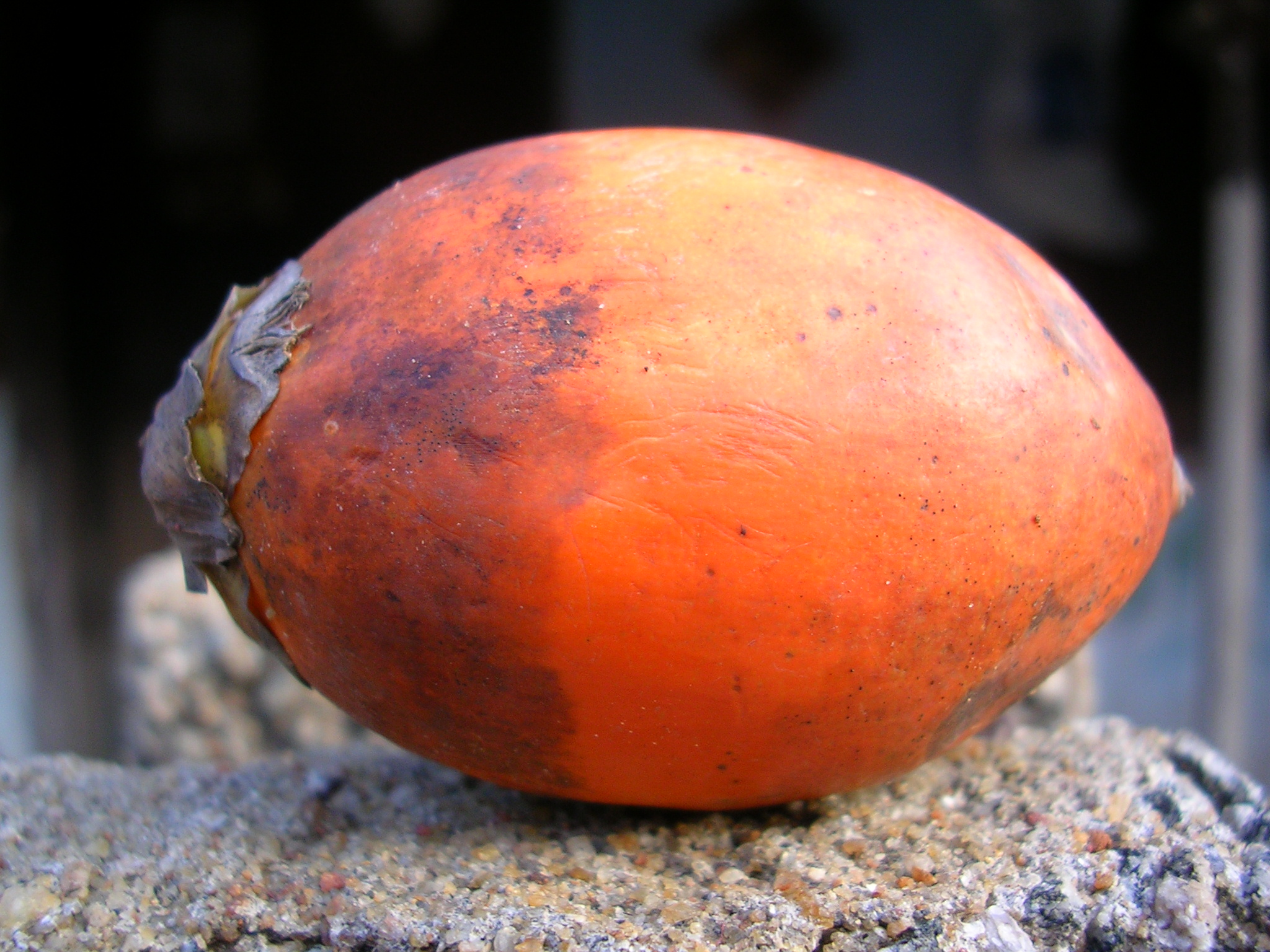
és
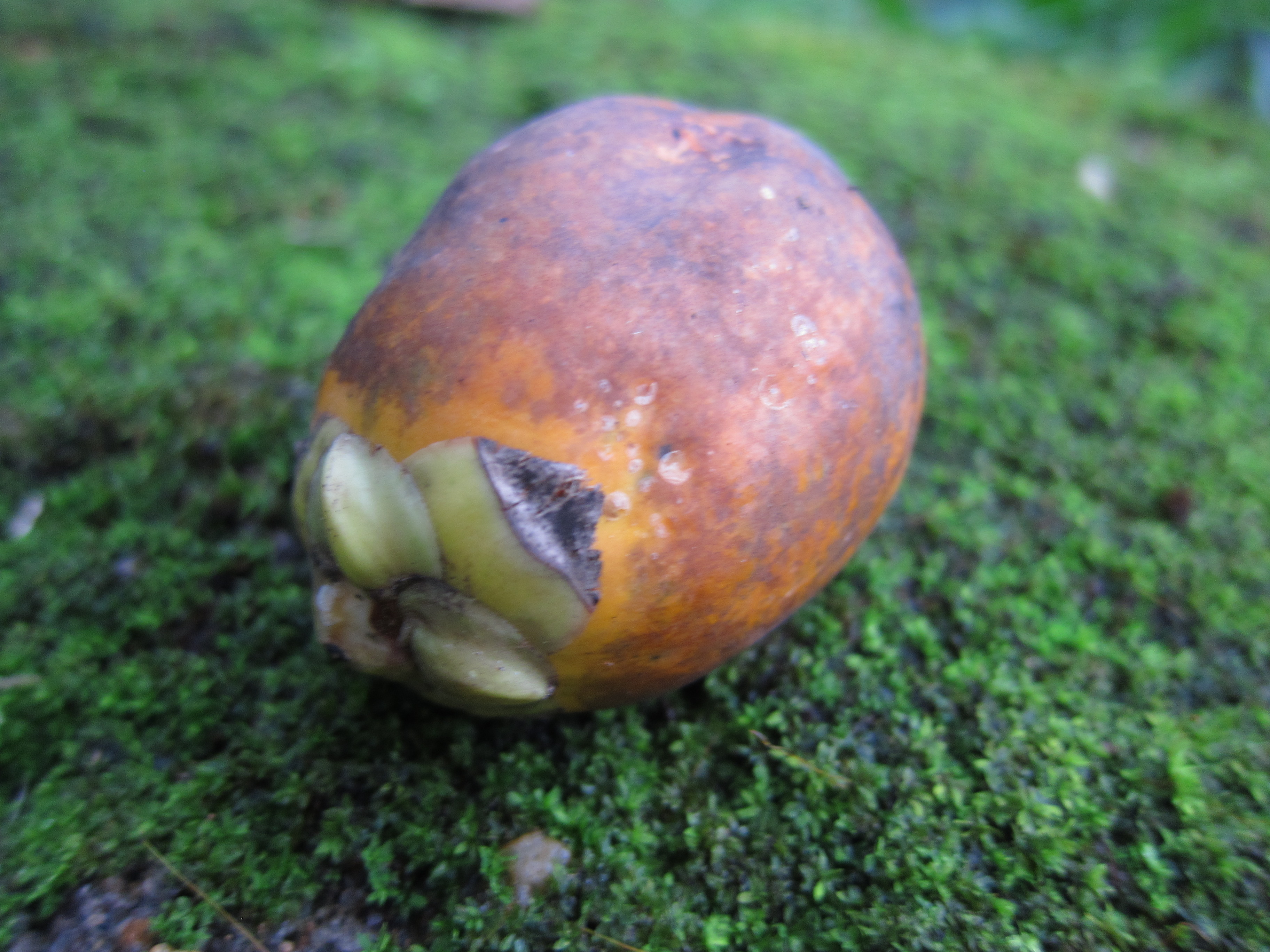
leszedve
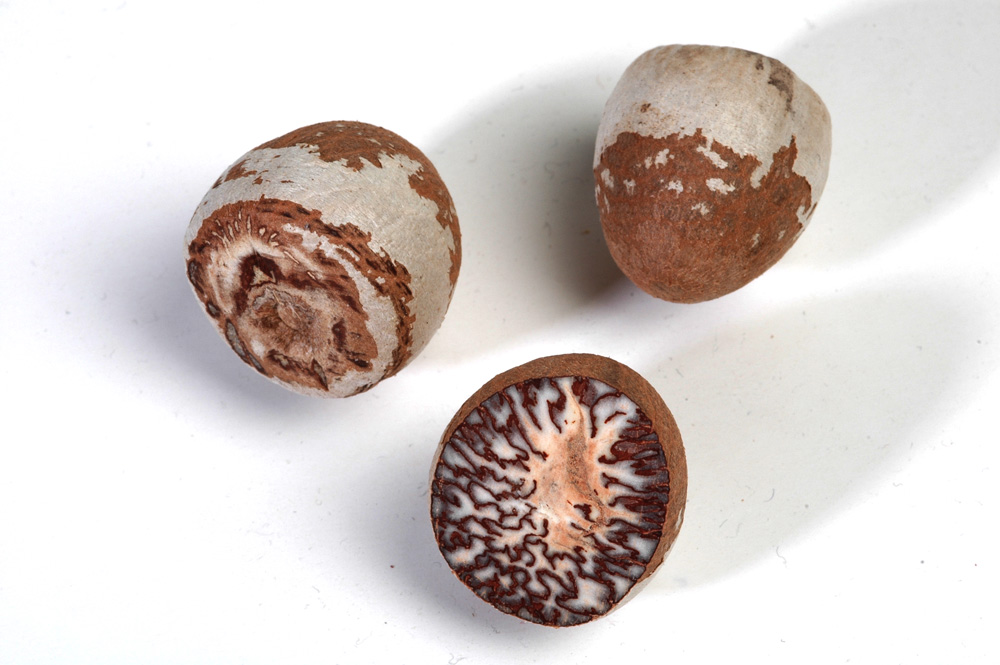
magvai
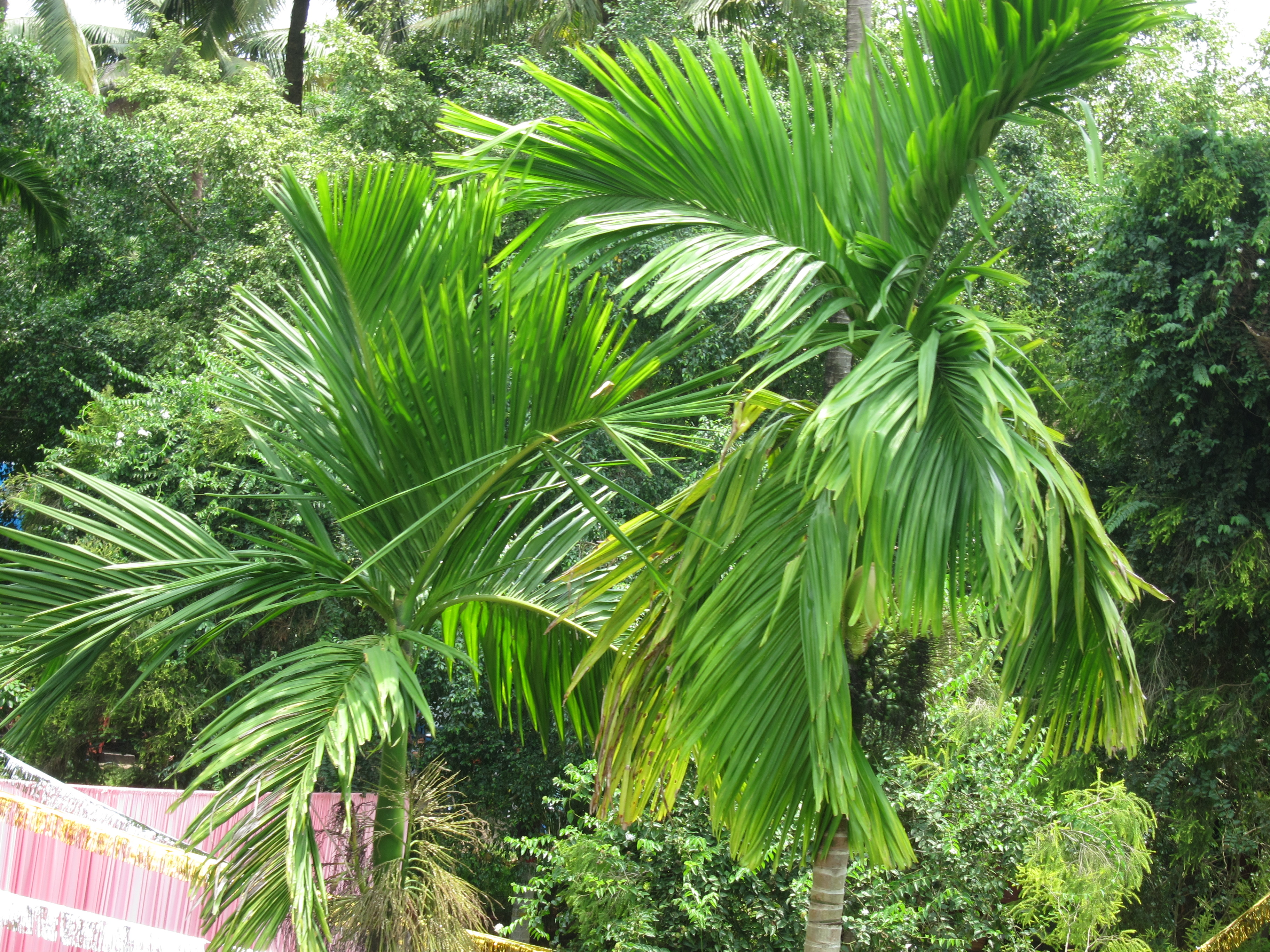
levelei
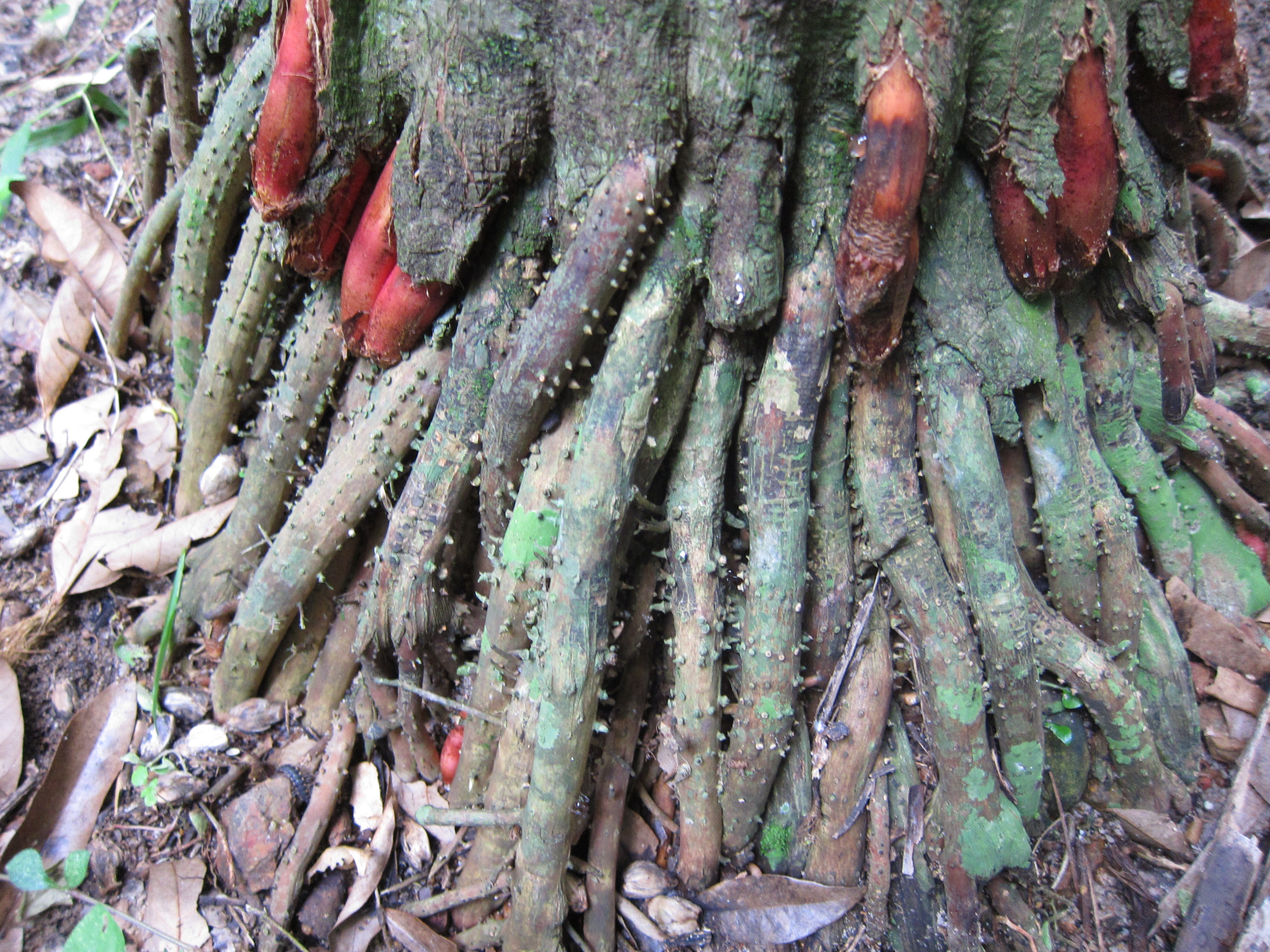
gyökerei
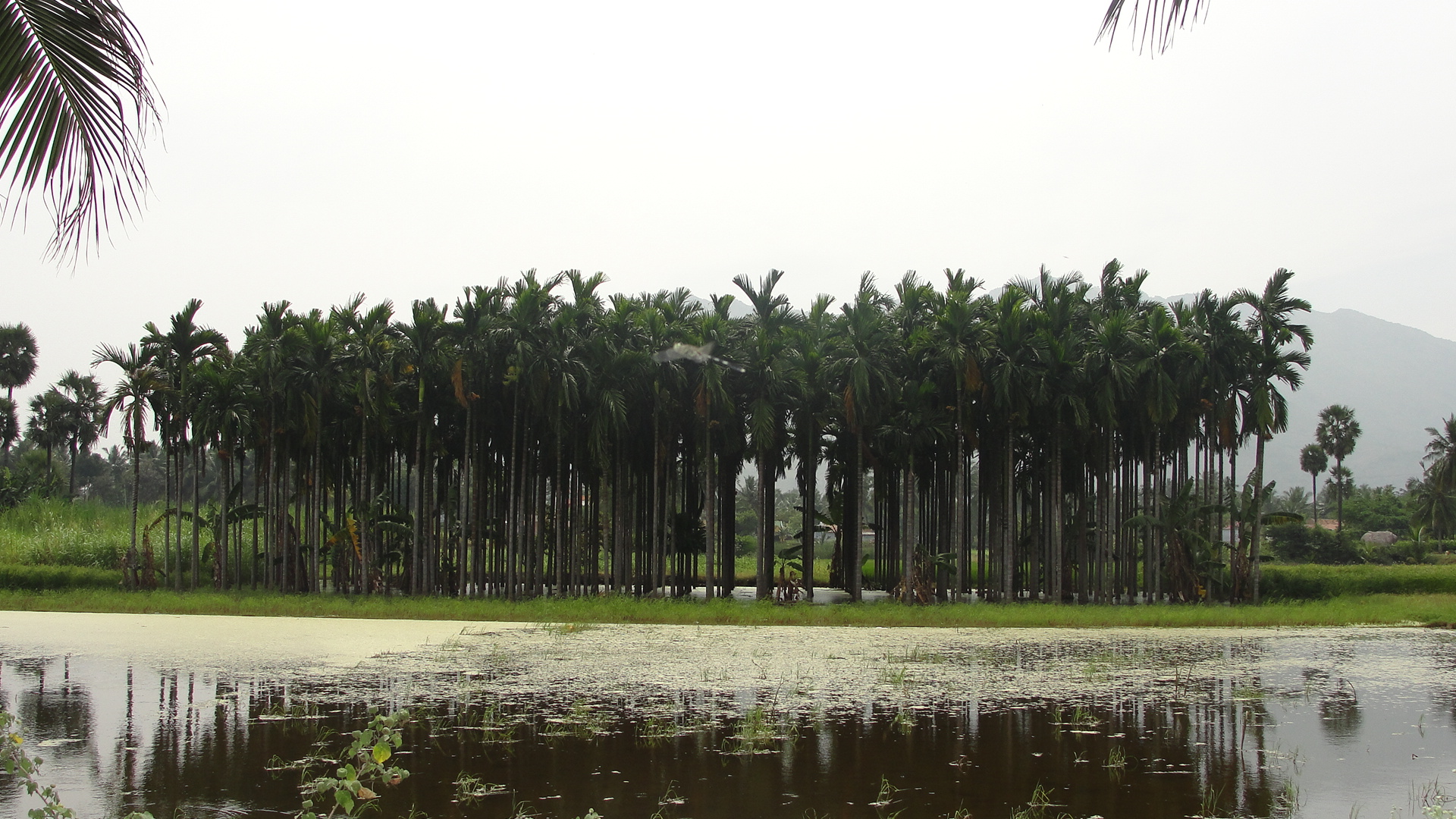
bételpálma ültetvény
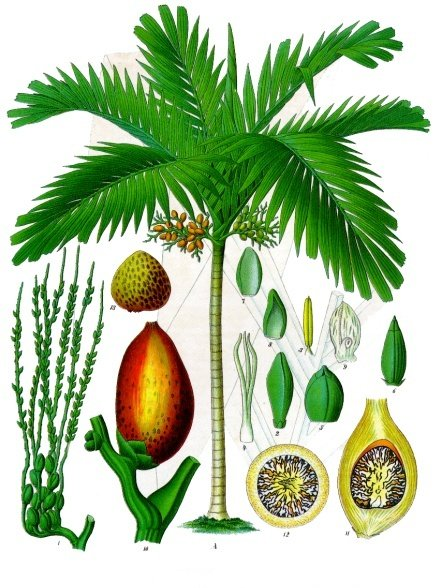
rajz a növényről